# Marianka (gmina Mińsk Mazowiecki)
Marianka – wieś sołecka w Polsce położona w województwie mazowieckim, w powiecie mińskim, w gminie Mińsk Mazowiecki. Położona na południe od miasta Mińsk Mazowiecki.
| SIMC    | Nazwa                 | Rodzaj    |
| ------- | --------------------- | --------- |
| 0681856 | Kolonia Mała Marianka | część wsi |

W latach 1975–1998 miejscowość należała administracyjnie do województwa siedleckiego.
We wsi jest Szkoła Podstawowa im. gen. Józefa Hallera.
Marianka to także popularna nazwa ośrodka wypoczynkowego w Hucie Mińskiej.
Wierni Kościoła rzymskokatolickiego należą do parafii Matki Boskiej Nieustającej Pomocy w Hucie Mińskiej.